# Edi Heilingbrunner
Edi Heilingbrunner ist ein ehemaliger deutscher Skispringer.

## Werdegang
Heilingbrunner gab sein internationales Debüt bei der Vierschanzentournee 1954/55. Bereits bei seinem ersten Springen auf der Großen Olympiaschanze in Garmisch-Partenkirchen erreichte er dabei mit Rang 17 ein gutes Ergebnis. Nachdem er zum Abschluss der Tournee in Bischofshofen Rang 16 erreicht hatte, beendete er die Tournee mit 563,9 Punkten auf Platz 17 der Gesamtwertung. Bei der Vierschanzentournee 1955/56 erreichte er in der Gesamtwertung nur noch Rang 23, jedoch gelang ihm mit Platz 14 auf der Paul-Außerleitner-Schanze in Bischofshofen sein bestes Einzelresultat.
Bei den Deutschen Meisterschaften 1961 in Winterberg gewann Heilingbrunner gemeinsam mit Helmut Reichertz und Wolfgang Happle hinter Georg Thoma die Silbermedaille. Im Dezember des gleichen Jahres startete er daraufhin zu seiner letzten Vierschanzentournee. Die Vierschanzentournee 1961/62 beendete er als 58. der Gesamtwertung und blieb damit weit hinter den anderen Tournee-Ergebnissen zurück.

## Erfolge

### Vierschanzentournee-Platzierungen
| Saison  | Platz | Punkte |
| ------- | ----- | ------ |
| 1954/55 | 17.   | 563,9  |
| 1955/56 | 23.   | 402,0  |
| 1956/57 | 29.   | 570,5  |
| 1961/62 | 58.   | 530,5  |